# Jazzhaus (platenlabel)
Jazzhaus is een Duits jazz-platenlabel, dat gespecialiseerd is in het opnieuw uitbrengen van radio-opnames en video-opnames. Het label werd in 2011 opgericht. De opnames komen uit de omvangrijke archieven van de Südwestrundfunk, Baden-Baden en Mainz: 1600 audio-opnames en 350 televisie-registraties. Op het label zijn inmiddels opnames verschenen van Cannonball Adderley, Art Blakey, Duke Ellington, Dizzy Gillespie, Benny Goodman, Albert Mangelsdorff, Gerry Mulligan en Zoot Sims.